# Liste der Ehrenbürger von Rottenburg am Neckar
Die Stadt Rottenburg am Neckar hat seit 1851 den folgenden Personen das Ehrenbürgerrecht verliehen.
Hinweis: Die Auflistung erfolgt chronologisch nach Datum der Zuerkennung.

## Ehrenbürger der Stadt Rottenburg

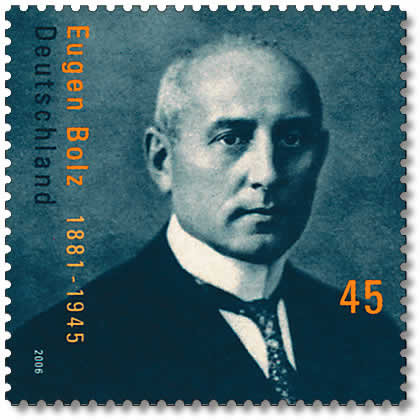
Eugen Bolz

1. 1851: Ignaz von Jaumann, Domkapitular, Altertumsforscher
2. 1901: Hermann Wittich, Regierungsrat
3. 1904: Gustav Holzherr, Privatier
4. 1909: Karl Bitzenauer, Stadtpfarrer
5. 1924: Paul Wilhelm von Keppler, Bischof
6. 1930: Karl Landsee, Kaufmann
7. 1931: Alois Kremmler, Oberstudiendirektor
8. 1931: Eugen Bolz (1881–1945 (hingerichtet in Berlin-Plötzensee)), Politiker und Widerstandskämpfer
9. 1947: Joannes Baptista Sproll, Bischof
10. 1947: Max Kottmann, Generalvikar
11. 1949: Josef Schneider, Bürgermeister und Kanzleidirektor a. D.
12. 1958: Franz Anton Buhl, Oberlehrer und Heimatforscher
13. 1961: Josef Eberle, Dichter und Verleger
14. 1967: Alfred Planck, Fabrikant
15. 1968: Carl Joseph Leiprecht, Bischof
16. 2003: Winfried Löffler, Oberbürgermeister a. D.
17. 2008: Walter Kardinal Kasper, ehemaliger Bischof von Rottenburg-Stuttgart und Kurienkardinal

## Ehrenbürger ehemals selbständiger Gemeinden
Bad Niedernau
1. 1891: Kilian von Steiner, Bankier

Ergenzingen
1. 1919: Hieronymus Baur, Bürgermeister
1961: Alfons Leykauf, Pfarrer. Ehrenbürgerrecht 2016 entzogen[1]
2. 1965: Maximilian Schier, Oberlehrer

Frommenhausen
1. ?: Rudolph Freiherr von Wagner-Frommenhausen, württembergischer Kriegsminister
2. 1908: Ludwig Franz Freiherr von Wagner, Generalleutnant

Kiebingen
1. 1938: Karl Franz Ferdinand Viktor Osterwald, Betriebsleiter des Elektrizitätswerks

Obernau
1. ?: Ignaz Kleiner, Pfarrer
2. 1947: Otto Heine, Pfarrer

Wurmlingen
1. 1905: Sebastian Bauer, Dekan
2. 1953: Franz Joseph Fischer, Weihbischof
1961: Stefan Kruschina, Pfarrer. Ehrenbürgerrecht 2011 entzogen

## Entzug der Ehrenbürgerwürde
Am 11. Mai 2010 beschloss der Gemeinderat dem ehemaligen Wurmlinger Pfarrer Stefan Kruschina die Ehrenbürgerwürde posthum zu entziehen, nachdem sich auch der Wurmlinger Ortschaftsrat einstimmig dafür aussprach. Im Rahmen des Missbrauchsskandals in der katholischen Kirche war bekannt geworden, dass Kruschina während seiner Zeit als Wurmlinger Pfarrer von 1953 bis 1965 Jungen „sexuell missbraucht und brutal gezüchtigt“ hat. Die von Bischof Gebhard Fürst eingesetzte Kommission „Sexueller Missbrauch“ sieht die Vorwürfe als erwiesen an. Der 1991 verstorbene Pfarrer erhielt die Ehrenbürgerwürde 1968 von der damaligen Gemeinde Wurmlingen aufgrund von Verdiensten um die Wurmlinger Kapelle und das Gemeindehaus. Nach Eingemeindung Wurmlingens ging die Ehrenbürgerschaft auf die Stadt Rottenburg über.
Ebenso beschloss der Gemeinderat am 12. Mai 2016 dem ehemaligen Ergenzinger Pfarrer Alfons Leykauf die Ehrenbürgerwürde posthum zu entziehen, da dieser nach Angabe der bischöflichen Kommission „Sexueller Missbrauch“ drei Mädchen aus dem Kinderheim St. Josef in Gutenzell-Hürbel, Landkreis Biberach, über mehrere Jahre sexuell missbraucht hatte. Auch in diesem Fall war die Ehrenbürgerschaft nach der Eingemeindung von Ergenzingen auf die Stadt Rottenburg übergegangen.